# دايفيد أولوغلن
دايفيد أولوغلن (بالإنجليزية: David O'Loughlin)‏ (و. 1978  م) هو راكب دراجة هوائية أيرلندي، شارك في الألعاب الأولمبية الصيفية 2008.

## روابط خارجية
- دايفيد أولوغلن على موقع الاتحاد الدولي للدراجات (الإنجليزية)
- دايفيد أولوغلن على موقع أرشيف الدراجات (الإنجليزية)
- دايفيد أولوغلن على موقع نسبة الدراجات (الإنجليزية)
- دايفيد أولوغلن على موقع أوليمبيديا (الإنجليزية)